# ノーマン・エドサル
ノーマン・エックリー・エドサル（英語: Norman Eckley Edsall 1873年6月3日 - 1899年4月1日）は、アメリカ海軍の軍人。最終階級は上等水兵。

## 略歴
ケンタッキー州コロンバス生まれ。1898年6月27日に海軍に入隊。防護巡洋艦フィラデルフィアに配属され、南太平洋のサモアへと派遣される。当時、サモアは米英とドイツの対立の場となっていた。米国に敵対的な地元民を鎮圧するため、エドサルは上陸部隊の一員としてサモアのヴァリエル付近に上陸した。負傷した上官フィリップ・ランズデール大尉を安全な場所へと移そうとしている際に戦死。サモアに埋葬されている。
駆逐艦エドサル、護衛駆逐艦エドサルの名前はノーマン・エドサルにちなむ。

## 参考項目
- 第二次サモア内戦
  - 第一次ヴァリエルの戦い（英語版）
- ジョン・R・モナガン（英語版）
- フィリップ・ランズデール（英語版）

## 参考
- この記事はアメリカ合衆国政府の著作物であるDictionary of American Naval Fighting Shipsに由来する文章を含んでいます。